# Degradació d'Edman
La degradació d'Edman és un mètode de seqüenciació de proteïnes. Es basa en una sèrie de reaccions cícliques que comencen pel residu amino-terminal d'un polipèptid, i que es basen en els canvis de pH al llarg de les reaccions. A mesura que passen les reaccions, s'alliberen, un a un, els diferents aminoàcids, per a després, identificar-los.
La degradació d'Edman va ésser desenvolupada per Pehr Edman, al voltant de l'any 1950, quan publicà aquest mètode. Aquest permet la identificació de la seqüència d'una proteïna amb molt poca quantitat de mostra. En efecte, amb menys de 100 ng de mostra es pot determinar la seqüència de 20-40 nucleòtids.

## Procediment
Les proteïnes purificades que s'han de seqüenciar, és a dir, determinar-ne l'estructura primària, s'han de posar en un filtre de vidre per a ésser degradades. També poden ésser obtingudes separant-les d'altres proteïnes per electroforesi, i transferint-les llavors en una membrana de Polifluorur de vinilidè (PVDF). Quan la mostra ja està dipositada en el filtre de vidre o en el polifluorur de vinilidè, es col·loca el conjunt a la cambra de reacció.(A la pràctica els pèptids no poden ser més llargs de 50 residus)
Per a la degradació d'Edman es necessiten, en un moment donat, un àcid catalitzador i una base en estat gasós. Aquestes substàncies s'incorporen a la proteïna estudiada mitjançant un corrent de gas inert que no pugui danyar la mostra. S'utilitza doncs nitrogen o argó. Tot i que en un principi, l'àcid està en fase líquida, en arribar a la cambra de reacció passarà a l'estat gasós per l'elevada temperatura de la cambra. Això evita que la proteïna, soluble en l'àcid, s'alliberi del filtre. Es tracta de seqüenciador en fase gasosa. També s'hi haurà d'incorporar un dissolvent orgànic durant la reacció, que pot actuar en fase líquida, ja que la proteïna no hi és soluble.

## Reaccions

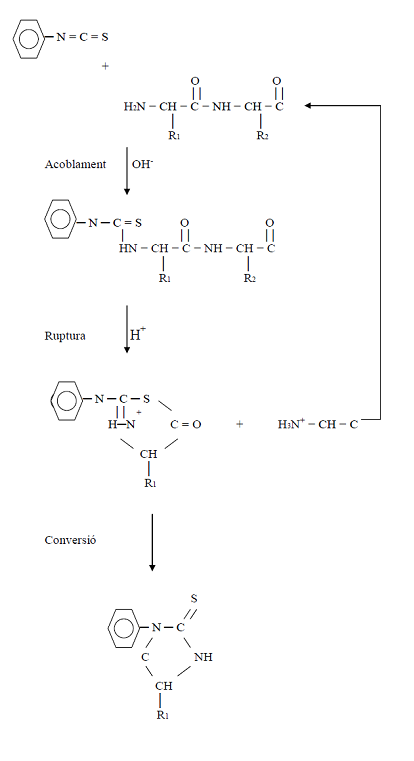
Esquema del cicle de la degradació

Per a la seqüenciació d'un aminoàcid, hi ha tres passos:
1. Acoblament o marcatge: Aquest es fa en medi alcalí, ja que en aquest medi, el reactiu d'unió, el fenilisotiocianat, pot interaccionar amb l'alfa-amino del residu aminoterminal donat que aquest no estarà carregat sinó en la forma –NH2. S'obté d'aquesta manera un feniltiocarbamoil-PTC-derivat molt inestable.
2. Alliberament: Un cop l'acoblament finalitzat, induint el medi a condicions àcides suaus, generalment amb HF anhídric, el sofre del feniltiocarbamoil interacciona amb el grup carbonil de l'enllaç peptídic, trencant així l'enllaç amb la proteïna i alliberant un ATZ-aminoàcid (anilinotiazolinona). El pèptid serà quasi el mateix però amb un residu menys.
3. Conversió: L'aminoàcid ATZ és hidròfob, així que és extret gràcies al dissolvent orgànic que hi incorporem. Només aquest aminoàcid és soluble en el dissolvent, ja que, com s'ha dit anteriorment, la proteïna no ho és. Un cop extret, hem de transformar-lo en un derivat estable, ja que l'ATZ és una substància de fàcil descomposició. Així doncs, gràcies a una reacció de conversió, l'ATZ-aminoàcid passa a PHT-aminoàcid (feniltiohidantoina) molt més estable. Aquest PHT-aminoàcid és un derivat cíclic de l'aminoàcid terminal.

La cadena d'aminoàcids resultant, d'un aminoàcid més curt, torna a reaccionar amb el fenilisotiocianat i torna es torna a fer el mateix procés, fins a obtenir la seqüència completa del polipèptid.

## Identificació
Un dels mètodes utilitzats per a la identificació del PHT-aminoàcid obtingut és la cromatografia i també l'electroforesi. Es compara la cromatografia del PHT-aminoàcid obtingut amb la gamma de PHT-aminoàcid coneguda, pel seu temps de retenció específics.
També es pot utilitzar un espectrofotòmetre, ja que cada PHT-aminoàcid té una absorció en els UV característica.

## Limitacions i avantatges
El rendiment de les reaccions de la degradació d'Edman disminueix considerablement a mesura que es van efectuant, això vol dir que no tots els pèptids de la mescla de reacció alliberen el derivat-aminoàcid a cada pas. Si durant el primer cicle, el rendiment és del 98%, al cap de vint cicles és de 67% i al cicle 60, de només el 30%. Per aquesta raó, al laboratori, el màxim de cicles, i doncs de seqüenciació d'aminoàcids que s'identifica és de 20 a 40. Per reduir l'obstacle del descens del rendiment, de forma específica, es pot tallar la proteïna original en pèptids més petits que es poden seqüenciar individualment. Aquest trencament específic es pot realitzar per mètodes químics i enzimàtics. Un cas és el del bromur de cianogen (CNBr) que talla la cadena polipeptídica només pel costat carboxílic dels residus de metionina. La majoria de vegades es fa la seqüenciació indirectament, mitjançant sondes sintètiques d'oligonucleòtids d'ADN, que permet saber la seqüència d'una cadena curta d'aminoàcids, corresponent a un gen donat que volem estudiar.

Les modificacions post-traduccionals com les glicosilacions, metilacions, fosforilacions, etc. només poden ésser observades gràcies a la degradació d'Edman i a la utilització d'un espectròmetre.